# Esenbeckia parishi
Esenbeckia parishi är en tvåvingeart som först beskrevs av James Stewart Hine 1920.  Esenbeckia parishi ingår i släktet Esenbeckia och familjen bromsar.
Artens utbredningsområde är Ecuador. Inga underarter finns listade i Catalogue of Life.